# خوان فيريرو
خوان فيريرو (بالإسبانية: Juan Ferrero)‏ هو رباع إسباني، ولد في 5 أبريل 1918 في Puente Almuhey ‏ في إسبانيا، وتوفي في 17 يونيو 1958 في بوردو في فرنسا بسبب حادث مرور.